# Jonas Petri Gothus
Jonas Petri Gothus, född den 7 februari 1587 i Linköpings församling, Östergötland, död 13 december 1644 i Stockholm, var en svensk biskop.
Han utgav en översättningsordbok mellan latin, svenska och tyska, Dictionarium latino-sveco-germanicum (1640), även kallad "Lexicon lincopense", som trycktes i Linköping av den tyske boktryckaren Christopher Günther, som 1626 hade etablerat sig Kalmar och 1635 flyttat sitt tryckeri till Linköping. Denna ordbok är ämnet för en avhandling vid Göteborgs universitet av Monica Johansson, Lexicon Lincopense : en studie i lexikografisk tradition och svenskt språk vid 1600-talets mitt (1997).
Jonas Petri har diktat psalmen Jag för dig, o Gud! klagar (1695 års psalmbok, nr 249).

## Biografi
Jonas Petri Gothus föddes 1587 i Linköpings församling. Han var son till borgaren Peder Larsson och Margaretha Persdotter. Gothus studerade i Linköping och blev 24 oktober 1610 student vid Uppsala universitet. Han prästvigdes 8 december 1613 och blev sedan student vid Wittenbergs universitet, Jenas universitet och Giessens universitet. Han avlade filosofie magisterexamen och återvände till Sverige 1616. År 1617 blev han konrektor vid Linköpings trivialskola. År 1623 blev han lektor i teologie vid Katedralskolan, Linköping och kyrkoherde i Rystads församling. Han var samtidigt från  1623 poenitentiarius publicus. År 1624 blev han lektor vid Linköpings trivialskola och samtidigt från 1624 till 1627 konsistorienotarie i Linköpings domkapitel. Gothus blev 1628 andre lektor i teologie vid Katedralskolan och 1634 förste lektor i teologie. Jonas Petri blev utnämnd till biskop i Linköpings stift och tillträdde 22 maj 1637. I biskopsvalet fick han 55 röster jämte domprosten Magnus Haraldi Wallerstadius i Linköpings församling som fick 18 röster och superintendenten Andreas Johannis Prytz i Göteborg som fick 13 röster. Gothus vigdes till biskop 2 juli 1637 i Stockholm. Han avled under Riksdagen 1644 i Stockholm och begravdes 1 januari 1645 i Linköpings domkyrka.

### Familj
Gothus gifte sig 25 oktober 1618 med Elisabeth Olofsdotter (död 1622). Hon var dotter till kyrkoherden i Horns församling. De fick tillsammans dottern Margaretha Jonasdotter som var gift med biskopen Samuel Enander i Linköpings stift.
Gothus gifte sig andra gången i oktober 1623 med Sigrid Olofsdotter. Hon var dotter till kyrkoherden Olaus Erici Gestrinius och Brita Unosdotter i Kjula församling. Sigrid Olofsdotter var änka efter biskopen Petrus Jonæ Helsingus i Strängnäs stift, domprosten Israel Olavi i Linköpings församling och lektorn Nicolaus Nicolai Grubb i Linköping.